# Becky Dyroen-Lancer
Becky Dyroen-Lancer (San José (Califórnia), 19 de fevereiro de 1971) é uma ex-nadadora sincronizada estadunidense, campeã olímpica.

## Carreira
Becky Dyroen-Lancer representou seu país nos Jogos Olímpicos de 1996, ganhando a medalha de ouro por equipes. Ela foi induzida ao International Swimming Hall of Fame, em 2004.